# Sosta dei Mille a Talamone

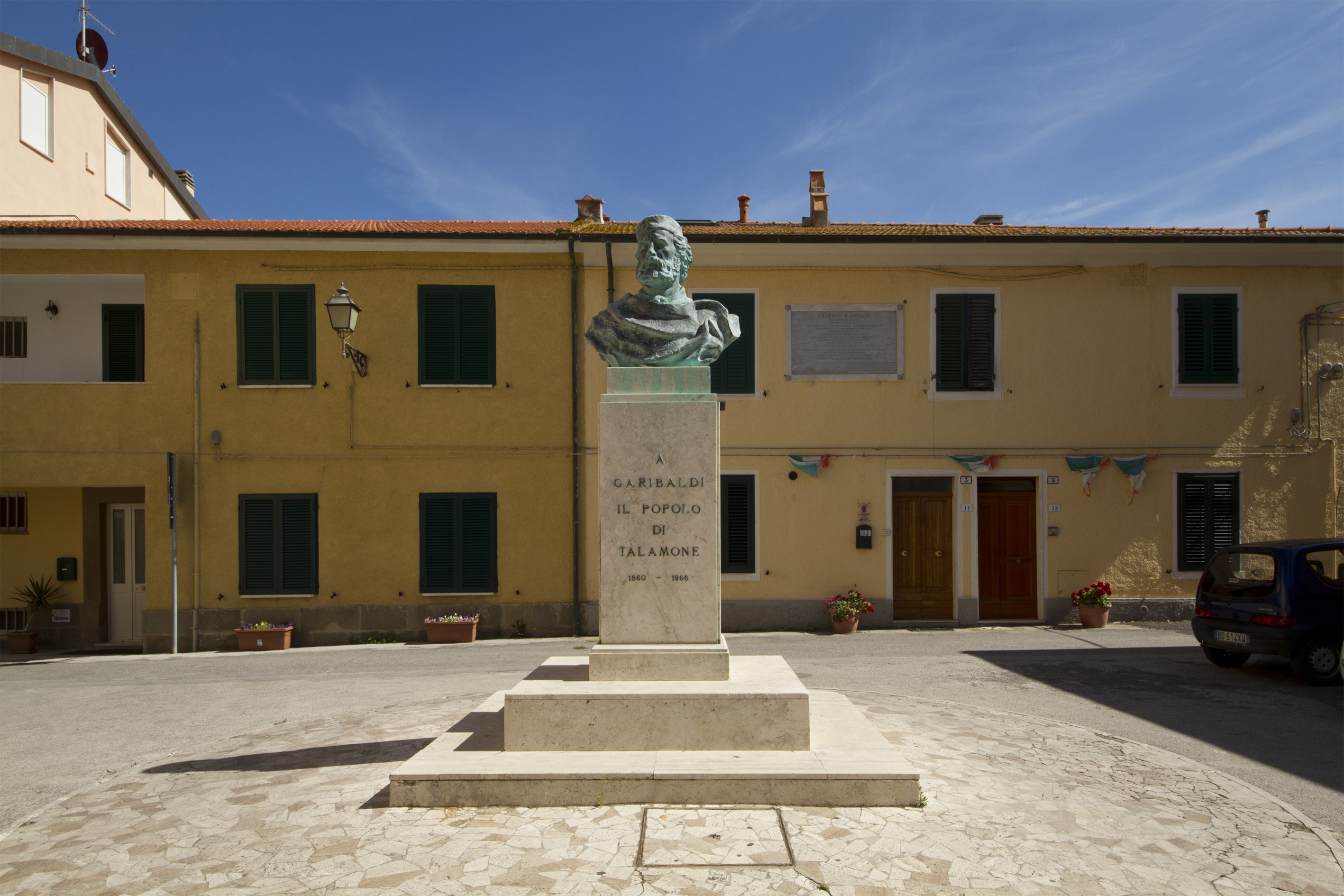
Talamone - busto di Garibaldi

La sosta dei Mille a Talamone fu lo scalo che i mille fecero presso la località della Toscana durante la spedizione verso il Regno delle due Sicilie.

## La pianificazione
I volontari, che al momento della partenza ammontavano, sembra, a 1.162, erano armati di vecchi fucili e privi di munizioni e polvere da sparo. Secondo quanto riferito da Giuseppe Cesare Abba, infatti, i due vapori piemontesi avrebbero dovuto incontrarsi nella notte, poco fuori il porto di Genova, con alcune scialuppe che avevano il compito di rifornirli, ma non vi riuscirono a causa di misteriose e controverse circostanze. Da ciò conseguì la decisione di Garibaldi di fermarsi la mattina del 7 maggio a Talamone, anche se forse una fermata da qualche parte era comunque preventivata, se non altro per rifornirsi di carbone.
Proprio a Talamone era intanto sbarcato, il 5 maggio, un contingente di volontari livornesi al comando di Andrea Sgarallino sulla tartana Adelina.
Durante la sosta, forzando la mano al comandante del porto, al comandante della fortezza di Talamone e al comandante della guarnigione del vicino forte di Orbetello, i garibaldini riuscirono a recuperare presso le guarnigioni dell'Esercito del Regno di Sardegna un certo quantitativo di cartucce e polvere, anche tre vecchi cannoni e un centinaio di carabine Enfìeld. Nel frattempo l'Intendenza del piccolo esercito si procurò sul territorio circostante il necessario per il sostentamento degli uomini durante il viaggio. Una seconda sosta a Porto Santo Stefano consentì di caricare a bordo il carbone necessario per la navigazione dei due vapori.

## La sosta
Il comandante di Orbetello, il colonnello Giorgini, che fece visita a Garibaldi recandosi a Talamone, si lasciò convincere e consegnò armi e munizioni, le capsule furono fornite dal maggiore Pinelli dei bersaglieri di stanza ad Orbetello. La Guardia Nazionale di Orbetello offrì a Garibaldi circa 300 fucili.  Formalmente Garibaldi ottenne le armi poiché le aveva pretese nella sua qualità di maggiore generale del Regio Esercito, infatti aveva incaricato il Türr di recarsi presso il comando di Orbetello con una lettera:
Viva l’Italia!»
Per le provviste alimentari Garibaldi fu aiutato molto dai fratelli Raveggi d'Orbetello, che gli consegnarono tutto quanto era stato possibile trovare, anche se non abbastanza per il numero dei volontari da sfamare. Altri viveri furono acquistati dall'Intendenza, guidata da Paolo Bovi sul territorio circostante Talamone e Orbetello fino a Grosseto, che attardandosi nella ricerca, suscitando così l'ira di Garibaldi.
Durante la sosta a Talamone, nelle prime ore del pomeriggio di martedì 8 maggio, accadde che gli sbarcati, stanchi per il mal di mare e per il riposo forzato, lamentandosi di non trovare pane, né vino, si aggirassero con fare esuberante nell'abitato; si verificarono alcune liti e tafferugli con la popolazione locale, anche per le pressanti attenzioni verso le donne del posto. Assente Bixio, visto che Bandi e gli altri ufficiali non sapevano sedare gli animi, alla fine Garibaldi stesso intervenne furioso, ordinando di salire tutti a bordo, immediatamente obbedito, e Talamone restò deserta di volontari.
Intanto la mattina verso le dieci, a terra e di fronte agli equipaggi schierati sul ponte dei due vapori, con il suo Stato Maggiore accanto, Garibaldi aveva letto il primo ordine del Giorno esternando il motto "Italia e Vittorio Emanuele" che a tanti repubblicani risultò indigesto. Subito dopo un gruppo di mazziniani, convinti repubblicani, abbandonarono la spedizione quando compresero che si sarebbe combattuto per la monarchia sabauda; sembra siano stati 9 e sicuramente uno di essi fu Vincenzo Brusco Onnis. 
Con il primo ordine del giorno aveva anche ordinato il piccolo esercito in sette compagnie, anche se, nonostante il testo riporti questo numero, le compagnie formate sembra che siano state otto. Lo scalo a Talamone infatti si era reso necessario anche dalla necessità di inquadrare, nominare i sottufficiali e dare le prime istruzioni militari ad un gruppo multidialettale, operazioni che a bordo delle navi erano più difficili da effettuare, quindi a bordo del Piemonte salirono tre compagnie, Garibaldi, lo Stato Maggiore e i carabinieri Genovesi, mentre a bordo del Lombardo salirono le restanti cinque compagnie.
Dopo la formazione delle compagnie venne chiesto ai volontari, almeno 10 per compagnia, di essere disponibili a prendere parte alla Diversione dello Zambianchi, invito che fu accolto, con poco entusiasmo, da soli 64 volontari.
In relazione al numero dei volontari effettivamente ripartiti dopo la sosta a Talamone, occorre considerare che qualche storico riporta il fatto che, a Talamone, Garibaldi scartò dagli effettivi un centinaio di volontari non ritenuti idonei per vari motivi, che fecero quindi ritorno a Genova via Livorno, pertanto secondo tale evento il numero dei volontari dovrebbe essere diminuito, salvo eventuali rimpiazzi sul luogo, che si potrebbero dedurre interpretando la frase riportata sulla targa a Talamone nella casa del De Labar, che ospitò Garibaldi: "... ACCRESCENDO INTANTO LE SUE SCHIERE DEGLI ANIMOSI MAREMMANI CHE SI OFFRIVANO ANCORA AI CIMENTI ...", anche se la frase potrebbe interpretarsi come riferita ai 78 volontari di Andrea Sgarallino, provenienti però da Livorno e quindi non maremmani o agli altri che si unirono allo Zambianchi per la nota diversione.
Sul numero dei volontari partiti il giorno 9 da Talamone, Carlo Agrati cita che il Sylva li fa ammontare a 1.150, equipaggi compresi, (400 sul Piemonte e 750 sul Lombardo), mentre dall'archivio Cortes risulta che sul Lombardo i volontari imbarcati quel giorno erano 627, che sommati ai 400 del Piemonte darebbero il totale di 1.027 imbarcati, cifra che, escludendo gli equipaggi e se corretta, sembra confermare quanto affermato dallo storico Mario Menghini sull'esclusione di 100 volontari per inidoneità o altri motivi. In effetti sul numero dei volontari effettivamente partiti da Genova e sbarcati a Talamone esistono anche altre diverse versioni di varie fonti, anche se non riconosciute (vedere:Il numero dei “Mille” e La partenza e la stampa internazionale).
Il giorno 8 Garibaldi aveva dato a Bixio le seguenti istruzioni:
(Agrati, p. 123)
Sul Lombardo salirono le prime 5 compagnie e i Carabinieri genovesi, mentre le altre compagnie salirono sul Piemonte con lo Stato Maggiore, l'artiglieria e gli altri reparti.

## L'ordine del giorno di Garibaldi
A bordo del Piemonte, 7 maggio. 

La missione di questo corpo sarà, come fu, basata sull’abnegazione la più completa davanti alla rigenerazione della Patria. I prodi Cacciatori servirono e serviranno il loro paese colla devozione e disciplina dei migliori corpi militanti, senz'altra speranza, senz'altra pretesa che quella della loro incontaminata coscienza. Non gradi, non onori, non ricompense allettarono questi bravi; essi si rannicchiarono nella modestia della loro vita privata allorché scomparve il pericolo, ma suonando l’ora della pugna, l’Italia li rivede ancora in prima fila ilari, volenterosi e pronti a versare il sangue loro per essa. Il grido di guerra dei Cacciatori delle Alpi è lo stesso che rimbombò sulle sponde del Ticino or sono dodici mesi. - Italia e Vittorio Emanuele - e questo grido, ovunque pronunziato da noi, incuterà spavento ai nemici dell’Italia.

Sirtori Giuseppe - Capo di Stato Maggiore - Crispi - Manin - S.C. - Calvino - Majocchi - Griziotti - Borchetta - Bruzzesi - Turr - primo aiutante di Campo del Generale - Cenni - Montanari - Bandi - Stagnetti.

Basso Giovanni - Segretario del Generale. 
Nino Bixio, comandante della 1ª Compagnia

Orsini, ................“.............“.... 2ª Compagnia

Stocco, ..............“.............“.... 3ª Compagnia

La Masa, ...........“.............“.... 4ª Compagnia

Anfossi, .............“.............“.... 5ª Compagnia

Carini, ...............“.............“.... 6ª Compagnia

Cairoli, ..............“.............“.... 7ª Compagnia

Intendenza, Acerbi – Bovi - De Maestri - Rodi. 

Corpo Medico, Ripari - Boldrini - Giulini. 

L’organizzazione è la stessa dell’Esercito Italiano a cui apparteniamo ed i gradi, più che al privilegio al merito, sono gli stessi già coperti su altri campi di battaglia. 

Inoltre a comandante del drappello dei circa 40 Carabinieri genovesi fu nominato Antonio Mosto, per cui risulta corrispondere il numero di otto compagnie citato in altre opere, anche se il drappello era assegnato alla 7ª Compagnia di Cairoli. Secondo altre fonti era stata formata anche l'8ª compagnia con Angelo Bassini da Pavia come comandante, la mancata trascrizione è presumibilmente dovuta al fatto che non tutte le copie dell'ordine del giorno erano state aggiornate. Pertanto la effettiva composizione delle compagnie formate a Talamone è la seguente, anche se poi verranno modificate nei giorni successivi:
 Comandante: Nino Bixio, genovese.

Subalterni: Giuseppe Dezza da Melegnano - Domenico Piva da Rovigo - Marco Cossovic da Venezia - Francesco Buttinoni da Treviglio.

Furiere: Ambrogio Scopini da Milano.

Caporal Furiere: Giuseppe Zoli da Venezia.

 Comandante: Vincenzo Giordano Orsini palermitano.

Subalterni: Antonio Forni da Palermo - Nicolò Velasco da Trapani - Jacopo Sgarallino da Livorno - Francesco Ragusin da Venezia.

 Comandante: Francesco Stocco da Decollatura (Cosenza).

Subalterni: Francesco Sprovieri da Acri - Raffaele Piccoli da Castagna - Stanislao La Mensa da Saracena - Antonio Sant’Elmo da Padula.

 Comandante: Giuseppe La Masa da Trabia.

Subalterni: Giuseppe Guazzoni - Giuseppe Rota da Carino Veronese - Innocente Carmignola da Robecco d’Oglio 

 Comandante: Francesco Anfossi da Nizza.

Subalterni: Giuseppe Crescionini da Bergamo - Faustino Tanara da Langhirano - Giuseppe Taschini da Brescia - Carlo Torri Tarelli da Lecco - Andrea Paris da Pinerolo - Eugenio Bonsignore da Montirone.

 Comandante: Giacinto Carini

Subalterni: Alessandro Ciaccio - Giuseppe Campo - Giuseppe Bracco Amari, tutti da Palermo - Achille Cepollini da Napoli - Giulio Rovighi da Carpi.

 Comandante: Benedetto Cairoli da Pavia.

Subalterni: Francesco Vigo Pellizzari da Vimercate - Biagio Perduca da Pavia - Nazaro Salterio da Annone di Brianza.

 Comandante: Angelo Bassini da Pavia.

Subalterni: Vittore Tasca da Bergamo - Luigi Dall’Ovo da Bergamo.

Capisquadra: Enrico Calderini - Daniele Piccinini - Enrico Bassani - Giacobbe Parpani, tutti da Bergamo.

Furiere: Francesco Cucchi da Bergamo.
Subito dopo Orsini lasciò il comando della seconda compagnia per assumere quello dell'artiglieria, formato da una ventina di ex artiglieri ai quali fu aggregata la compagnia dei circa 30 marinai dei due vapori con a capo Castiglia. L'Orsini fu sostituito al comando della seconda compagnia da Antonio Forni. Era presente anche un reparto di Guide con a capo Giuseppe Missori, formazione della quale faceva parte anche Menotti Garibaldi. Il Genio era comandato da Minutilli e i telegrafisti dal Pentasuglia, l'Intendenza da Acerbi e la Sanità da Ripari, tra i volontari comunque c'erano molti studenti di medicina e medici, che all'occasione si trasformavano in infermieri. Da sottolineare che i tre dell'Intendenza, Paolo Bovi di Bologna, Carlo Rodi da Boscomarengo e Francesco De Maestri da Spotorno erano tutti mutilati di un braccio. 
Irritati dal proclama a nome di Vittorio Emanuele e dalla bandiera tricolore con stemma sabaudo issata sull'albero di trinchetto, alcuni volontari di pura fede mazziniana (tra cui Vincenzo Brusco Onnis) abbandonarono la spedizione in segno di protesta e Garibaldi avrebbe detto:
(Agrati, p. 98)